# Dicranomyia (Melanolimonia) rhadinostyla
Dicranomyia (Melanolimonia) rhadinostyla is een tweevleugelige uit de familie steltmuggen (Limoniidae). De soort komt voor in het Oriëntaals gebied.